# فيربانكس
فيربانكس، ألاسكا (بالإنجليزية: Fairbanks, Alaska)‏ هي مدينة من مدن الولايات المتحدة تقع في ألاسكا. يبلغ عدد سكانها 31535 نسمة وذلك حسب إحصائيات سنة 2010. يبلغ ارتفاع المدينة عن سطح البحر قرابة 136 متر. تبلغ مساحتها 84.6 كم².

## التركيبة السكانية
حدّد مكتب تعداد الولايات المتحدة بيانات التركيبة السكانية لفيربانكس في تعداد الولايات المتحدة. في ما يلي، التركيبة السكانية حسب تعدادي 2000 و 2010.

### تعداد عام 2000
بلغ عدد سكان فيربانكس 30,224 نسمة بحسب تعداد عام 2000، وبلغ عدد الأسر 11,075 أسرة وعدد العائلات 7,187 عائلة مقيمة في المدينة. في حين سجّلت الكثافة السكانية 357.7 نسمة لكل كيلومتر مربع (926.4/ميل2). وبلغ عدد الوحدات السكنية 12,357 وحدة بمتوسط كثافة قدره 146.3 لكل كيلومتر مربع (378.9/ميل2).
وتوزع التركيب العرقي للمدينة بنسبة 66.67% من البيض و 11.15% من الأمريكيين الأفارقة و 9.91% من الأمريكيين الأصليين و 2.72% من الأمريكيين ذوي الأصول الآسيوية و 0.54% من سكان جزر المحيط الهادئ و 2.45% من الأعراق الأخرى و 6.57% من عرقين مختلطين أو أكثر و 6.13% من الهسبانيون أو اللاتينيون من أي عرق.
بلغ عدد الأسر 11,075 أسرة كانت نسبة 42.4% منها لديها أطفال تحت سن الثامنة عشر تعيش معهم، وبلغت نسبة الأزواج القاطنين مع بعضهم البعض 47.2% من أصل المجموع الكلي للأسر، ونسبة 12.6% من الأسر كان لديها معيلات من الإناث دون وجود شريك، بينما كانت نسبة 5.1% من الأسر لديها معيلون من الذكور دون وجود شريكة وكانت نسبة 35.1% من غير العائلات. تألفت نسبة 27.4% من أصل جميع الأسر من عدة أفراد يعيشون في نفس المنزل ونسبة 6% كانت تتألف من شخص يعيش بمفرده يبلغ من العمر 65 عاماً أو أكثر. وبلغ متوسط حجم الأسرة المعيشية 2.56، أما متوسط حجم العائلات فبلغ 3.15.
بلغ العمر الوسطي للسكان 27.6 عاماً. وكانت نسبة 29.2% من القاطنين تحت سن الثامنة عشر، وكانت نسبة 11.6% بين الثامنة عشر والرابعة والعشرين عاماً، ونسبة 31% كانت واقعةً في الفئة العمرية ما بين الخامسة والعشرين والرابعة والأربعين عاماً، ونسبة 16.1% كانت ما بين الخامسة والأربعين والرابعة والستين، ونسبة 5.9% كانت ضمن فئة الخامسة والستين عاماً فما فوق. يوجد لكل 100 أنثى 97.5 ذكر، ويوجد لكل 100 أنثى في الثامنة عشر من عمرها فما فوق 97.3 ذكر.
بلغ متوسط دخل الأسرة في المدينة 40,577 دولارًا، أما متوسط دخل العائلة فبلغ 46,785 دولارًا. وكان متوسط دخل الذكور 30,539 دولارًا مقابل 26,577 دولارًا للإناث. وسجل دخل الفرد الخاص بالمدينة 19,814 دولارًا. وكانت نسبة 7.4% من العائلات ونسبة 10.5% من السكان تحت خط الفقر، وكان من هؤلاء نسبة 12.4% تحت سن الثامنة عشر ونسبة 7% في الخامسة والستين من العمر وما فوق.

### تعداد عام 2010
بلغ عدد سكان فيربانكس 31,535 نسمة بحسب تعداد عام 2010، وبلغ عدد الأسر 11,534 أسرة وعدد العائلات 7,112 عائلة مقيمة في المدينة. في حين سجلت الكثافة السكانية 373.2 نسمة لكل كيلومتر مربع (966.6/ميل2). وبلغ عدد الوحدات السكنية 13,056 وحدة بمتوسط كثافة قدره 154.5 لكل كيلومتر مربع (400.2/ميل2).
وتوزع التركيب العرقي للمدينة بنسبة 66.13% من البيض و8.97% من الأمريكيين الأفارقة و 9.98% من الأمريكيين الأصليين و 3.56% من الأمريكيين ذوي الأصول الآسيوية و 0.83% من سكان جزر المحيط الهادئ و 2.63% من الأعراق الأخرى و 7.90% من عرقين مختلطين أو أكثر و 9% من الهسبانيون أو اللاتينيون من أي عرق.
بلغ عدد الأسر 11,534 أسرة كانت نسبة 36.6% منها لديها أطفال تحت سن الثامنة عشر تعيش معهم، وبلغت نسبة الأزواج القاطنين مع بعضهم البعض 44.3% من أصل المجموع الكلي للأسر، ونسبة 12.2% من الأسر كان لديها معيلات من الإناث دون وجود شريك، بينما كانت نسبة 5.2% من الأسر لديها معيلون من الذكور دون وجود شريكة وكانت نسبة 38.3% من غير العائلات. تألفت نسبة 29.9% من أصل جميع الأسر من عدة أفراد يعيشون في نفس المنزل ونسبة 7.1% كانت تتألف من شخص يعيش بمفرده يبلغ من العمر 65 عاماً أو أكثر. وبلغ متوسط حجم الأسرة المعيشية 2.52، أما متوسط حجم العائلات فبلغ 3.16.
بلغ العمر الوسطي للسكان 27.9 عاماً. وكانت نسبة 26% من القاطنين تحت سن الثامنة عشر، وكانت نسبة 16.7% بين الثامنة عشر والرابعة والعشرين عاماً، ونسبة 30.3% كانت واقعةً في الفئة العمرية ما بين الخامسة والعشرين والرابعة والأربعين عاماً، ونسبة 19.8% كانت ما بين الخامسة والأربعين والرابعة والستين، ونسبة 7.3% كانت ضمن فئة الخامسة والستين عاماً فما فوق. وتوزع التركيب الجنسي للسكان بنسبة 53.2% ذكور و 46.8% إناث.

## المناخ
يظهر الجدول التالي التغييرات المناخية على مدار السنة لفيربانكس:
| البيانات المناخية لـفيربانكس                                | البيانات المناخية لـفيربانكس | البيانات المناخية لـفيربانكس | البيانات المناخية لـفيربانكس | البيانات المناخية لـفيربانكس | البيانات المناخية لـفيربانكس | البيانات المناخية لـفيربانكس | البيانات المناخية لـفيربانكس | البيانات المناخية لـفيربانكس | البيانات المناخية لـفيربانكس | البيانات المناخية لـفيربانكس | البيانات المناخية لـفيربانكس | البيانات المناخية لـفيربانكس | البيانات المناخية لـفيربانكس |
| الشهر                                                       | يناير                        | فبراير                       | مارس                         | أبريل                        | مايو                         | يونيو                        | يوليو                        | أغسطس                        | سبتمبر                       | أكتوبر                       | نوفمبر                       | ديسمبر                       | المعدل السنوي                |
| ----------------------------------------------------------- | ---------------------------- | ---------------------------- | ---------------------------- | ---------------------------- | ---------------------------- | ---------------------------- | ---------------------------- | ---------------------------- | ---------------------------- | ---------------------------- | ---------------------------- | ---------------------------- | ---------------------------- |
| الدرجة القصوى °ف (°م)                                       | 52 (11)                      | 50 (10)                      | 56 (13)                      | 76 (24)                      | 90 (32)                      | 96 (36)                      | 99 (37)                      | 93 (34)                      | 84 (29)                      | 72 (22)                      | 54 (12)                      | 58 (14)                      | 99 (37)                      |
| الحد الأقصى المتوسط °ف (°م)                                 | 29.7 (−1.3)                  | 35.2 (1.8)                   | 44.7 (7.1)                   | 61.8 (16.6)                  | 75.6 (24.2)                  | 84.9 (29.4)                  | 85.1 (29.5)                  | 80.2 (26.8)                  | 68.2 (20.1)                  | 52.6 (11.4)                  | 32.4 (0.2)                   | 32.2 (0.1)                   | 87.3 (30.7)                  |
| متوسط درجة الحرارة الكبرى °ف (°م)                           | 1.1 (−17.2)                  | 10.0 (−12.2)                 | 25.4 (−3.7)                  | 44.5 (6.9)                   | 61.0 (16.1)                  | 71.6 (22.0)                  | 72.7 (22.6)                  | 65.9 (18.8)                  | 54.6 (12.6)                  | 31.9 (−0.1)                  | 10.9 (−11.7)                 | 4.8 (−15.1)                  | 38.0 (3.3)                   |
| متوسط درجة الحرارة الصغرى °ف (°م)                           | −16.9 (−27.2)                | −12.7 (−24.8)                | −2.5 (−19.2)                 | 20.6 (−6.3)                  | 37.8 (3.2)                   | 49.3 (9.6)                   | 52.3 (11.3)                  | 46.4 (8.0)                   | 35.1 (1.7)                   | 16.5 (−8.6)                  | −5.7 (−20.9)                 | −12.9 (−24.9)                | 17.4 (−8.1)                  |
| الحد الأدنى المتوسط °ف (°م)                                 | −41.3 (−40.7)                | −36.2 (−37.9)                | −24.4 (−31.3)                | −2.8 (−19.3)                 | 26.8 (−2.9)                  | 39.6 (4.2)                   | 44.4 (6.9)                   | 35.1 (1.7)                   | 22.5 (−5.3)                  | −5.6 (−20.9)                 | −26.7 (−32.6)                | −37.2 (−38.4)                | −45.9 (−43.3)                |
| أدنى درجة حرارة °ف (°م)                                     | −66 (−54)                    | −58 (−50)                    | −56 (−49)                    | −32 (−36)                    | −1 (−18)                     | 27 (−3)                      | 30 (−1)                      | 19 (−7)                      | 3 (−16)                      | −27 (−33)                    | −54 (−48)                    | −62 (−52)                    | −66 (−54)                    |
| الهطول إنش (مم)                                             | 0.58 (15)                    | 0.42 (11)                    | 0.25 (6.4)                   | 0.31 (7.9)                   | 0.60 (15)                    | 1.37 (35)                    | 2.16 (55)                    | 1.88 (48)                    | 1.10 (28)                    | 0.83 (21)                    | 0.67 (17)                    | 0.64 (16)                    | 10.81 (275)                  |
| متوسط تساقط الثلوج إنش (سم)                                 | 10.3 (26)                    | 8.1 (21)                     | 4.9 (12)                     | 2.9 (7.4)                    | 0.9 (2.3)                    | trace                        | 0 (0)                        | trace                        | 1.8 (4.6)                    | 10.8 (27)                    | 13.2 (34)                    | 12.1 (31)                    | 65.0 (165)                   |
| متوسط أيام هطول الأمطار (≥ 0.01 in)                         | 8.5                          | 6.6                          | 4.8                          | 3.6                          | 7.1                          | 10.9                         | 12.9                         | 13.3                         | 10.4                         | 11.2                         | 10.3                         | 9.0                          | 108.6                        |
| متوسط الأيام المثلجة (≥ 0.1 in)                             | 10.1                         | 7.9                          | 5.9                          | 2.8                          | 0.8                          | 0                            | 0                            | 0                            | 1.4                          | 10.2                         | 11.9                         | 10.8                         | 61.8                         |
| متوسط الرطوبة النسبية (%)                                   | 69.3                         | 65.5                         | 60.4                         | 56.2                         | 50.2                         | 56.6                         | 64.2                         | 70.8                         | 68.9                         | 74.1                         | 72.8                         | 71.3                         | 65.0                         |
| ساعات سطوع الشمس الشهرية                                    | 54                           | 120                          | 224                          | 302                          | 319                          | 334                          | 274                          | 164                          | 122                          | 85                           | 71                           | 36                           | 2٬105                        |
| المصدر #1: NOAA (relative humidity 1961–1990)               |                              |                              |                              |                              |                              |                              |                              |                              |                              |                              |                              |                              |                              |
| المصدر #2: Danish Meteorological Institute (sun, 1931–1960) |                              |                              |                              |                              |                              |                              |                              |                              |                              |                              |                              |                              |                              |

## توأمة
لفيربانكس اتفاقيات توأمة مع كل من:
- بونه
- ياكوتسك
- إيكس ليبان
- إردينت
- فانانو
- مو إي رانا
- مونبيتسو
- تاينان
- ريتشلاند
- يلونايف

## أعلام
- شانيل بريستون
- بيل ووكر
- جون بيسل كارول
- ألما كاتسو
- برودي هوتزلر
- مايك دونلاب
- فرنسيس دويل غليسون
- جون هينز
- مظفر شريف
- نيكولاس هيوز

## وصلات خارجية
الموقع الإلكتروني